# Cepphis
Genre
Cepphis est un genre de papillons de la famille des géométridés.
Ce genre ne comprend, en Europe, qu'une seule espèce :
- Cepphis advenaria (Hübner, 1790)